# Saint-Laurent-de-la-Salle
Saint-Laurent-de-la-Salle település Franciaországban, Vendée megyében. Lakosainak száma 394 fő (2022. január 1.). Saint-Laurent-de-la-Salle La Caillère-Saint-Hilaire, La Chapelle-Thémer, Saint-Cyr-des-Gâts, Saint-Martin-des-Fontaines, Saint-Martin-Lars-en-Sainte-Hermine, Saint-Valérien és Rives-du-Fougerais községekkel határos.

## Népesség
A település népessége az elmúlt években az alábbi módon változott:
| Lakosok száma | 368  | 363  | 375  | 357  | 367  | 378  | 389  | 390  | 394  |
|               | 2013 | 2015 | 2016 | 2017 | 2018 | 2019 | 2020 | 2021 | 2022 |